# Церковь Николая Чудотворца в Дербенёвском
Церковь Николая Чудотворца в Дербенёвском (в Дербенёве, в Ольховце, в Новой Стрелецкой слободе) — приходской храм Богоявленского благочиния Московской епархии Русской православной церкви в Москве по адресу Уланский переулок, дом 11. Объект культурного наследия федерального значения.

## История

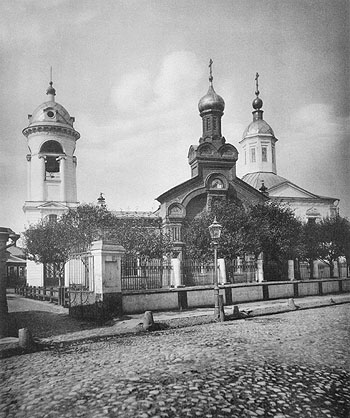
Фотография из альбома Николая Найдёнова. 1882 год

Известно, что деревянная церковь в Стрелецкой слободе на этом месте существовала уже в 1635 году. В 1711—1715 годах ей на замену построен каменный храм, планировка которого состояла из двусветного четверика с трёхчастной апсидой и маленькой трапезной. Церковь неоднократно перестраивалась. В 1722 году к трапезной с северной стороны был добавлен Сергиевский придел. С западной стороны, по оси с храмом, в 1791 году была построена колокольня. В 1878 и 1894 годах архитектор Константин Быковский полностью перестроил трапезную. В ней были симметрично устроены два придела, северный остался посвящён Сергию Радонежскому, южный был освящён во имя иконы Богоматери «Всех скорбящих Радость». По бокам колокольни были построены две одинаковые палатки. Декор фасадов храма и апсиды несколько раз изменялись за время существования церкви.
В 1927 году церковь была закрыта советскими властями, купола и верхние ярусы колокольни были срублены, как и большая часть декора фасадов, внутреннее убранство также было уничтожено. Облик храма исказили пристройки. Здание церкви использовалось в том числе как гараж Московского округа ПВО.

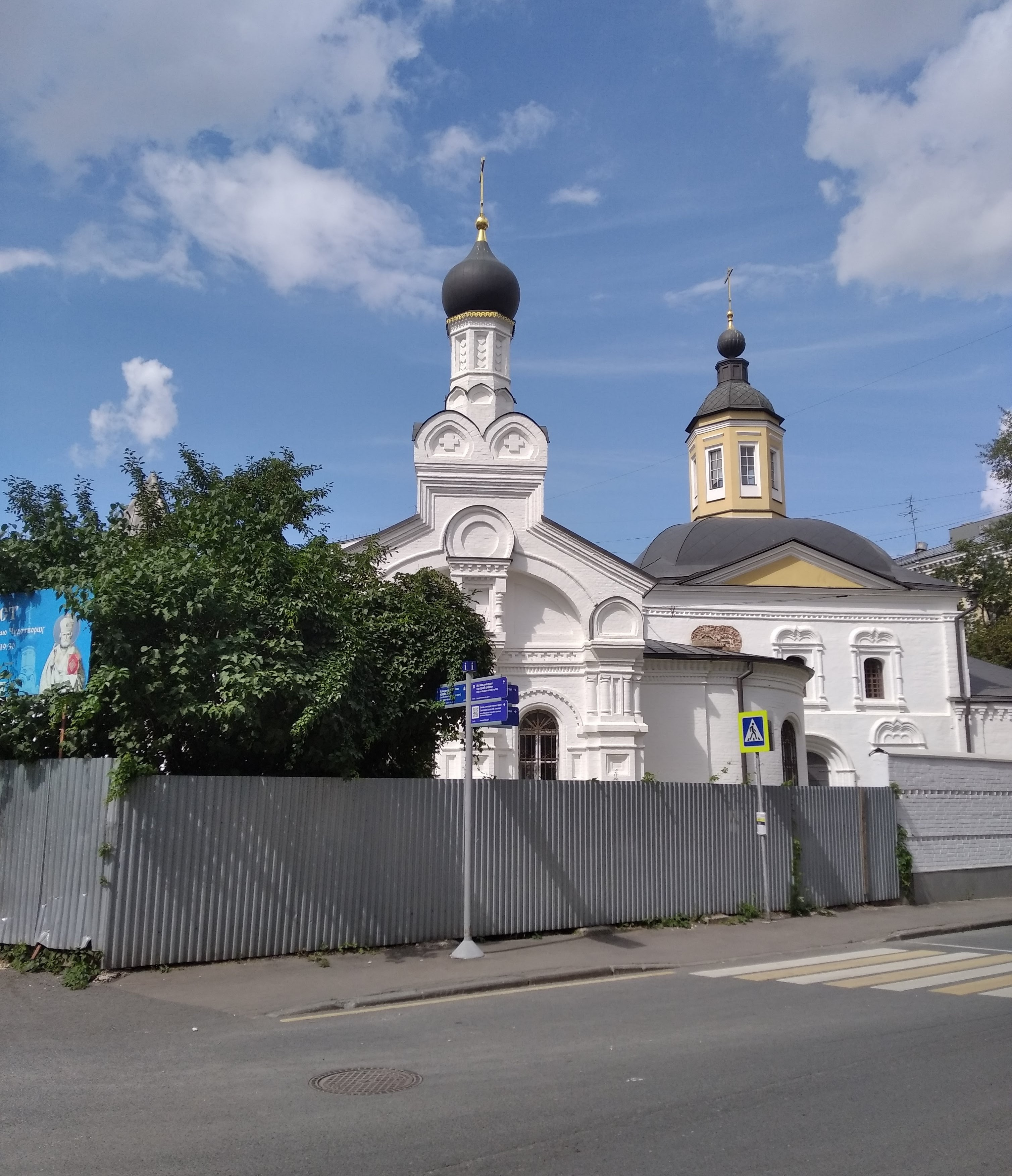
Современный вид храма (август 2024)

После распада СССР храм был возвращён Русской православной церкви, службы возобновились в 1994 году. Восстановление храма было начато в 2000 году. Была отреставрирована трапезная, восстановлен кирпичный декор её фасадов, поставлены новые главы. Во время снятия слоя штукатурки на четверике и алтарных апсидах были обнаружены сохранившиеся фигурные наличники окон, подобные декору храмов допетровской эпохи. Находка, возможно, является свидетельством более раннего времени строительства церкви. Вместо разрушенной колокольни используется маленькая деревянная звонница.

## Духовенство
Настоятель храма до 2020 года — протоиерей Александр Сычёв, далее — митрополит на покое Игнатий (Пологрудов).